# Olympische Sommerspiele 1932/Leichtathletik – 1500 m (Männer)

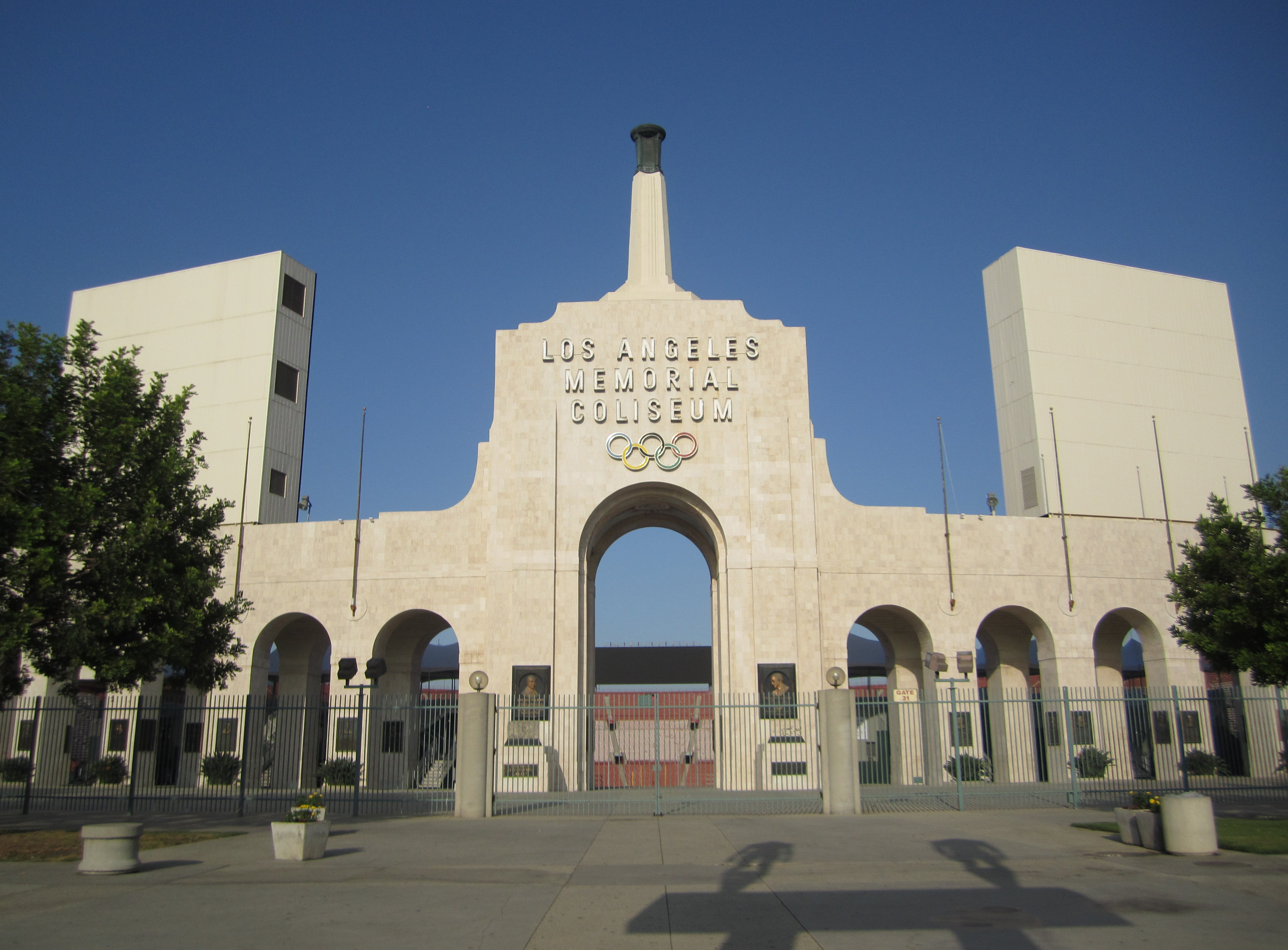
Eingang zum Los Angeles Memorial Coliseum

Der 1500-Meter-Lauf der Männer bei den Olympischen Spielen 1932 in Los Angeles wurde am 3. und 4. August 1932 im Los Angeles Memorial Coliseum ausgetragen. 24 Athleten nahmen teil.
Olympiasieger wurde der Italiener Luigi Beccali vor dem Briten Jerry Cornes und dem Kanadier Phil Edwards.

## Rekorde

### Bestehende Rekorde
| Weltrekord         | 3:49,2 min | Jules Ladoumègue ( Frankreich) | Paris, Frankreich                | 5. Oktober 1930 |
| Olympischer Rekord | 3:53,2 min | Harri Larva ( Finnland)        | Finale OS Amsterdam, Niederlande | 2. August 1928  |

### Rekordverbesserung
Der italienische Olympiasieger Luigi Beccali verbesserte den bestehenden olympischen Rekord im Finale am 2. August um genau zwei Sekunden auf 3:51,2 min. Den bestehenden Weltrekord verfehlte er dabei um zwei Sekunden.

## Durchführung des Wettbewerbs
Die Läufer traten am 3. August zu drei Vorläufen an. Die vier jeweils Erstplatzierten – hellblau unterlegt – qualifizierten sich für das Finale am 4. August.

## Vorläufe
Datum: 3. August 1932

### Vorlauf 1
| Platz | Name                   | Nation         | Zeit       |
| ----- | ---------------------- | -------------- | ---------- |
| 1     | Glenn Cunningham       | USA            | 3:55,8 min |
| 2     | Jerry Cornes           | Großbritannien | 4:01,0 min |
| 3     | Martti Luomanen        | Finnland       | 4:01,5 min |
| 4     | Phil Edwards           | Kanada         | 4:03,5 min |
| 5     | Hermenegildo del Rosso | Argentinien    | 4:06,0 min |
| 6     | Christian Markersen    | Dänemark       | 4:06,5 min |
| 7     | Amilio Rodríguez       | Mexiko         | k. A.      |

### Vorlauf 2

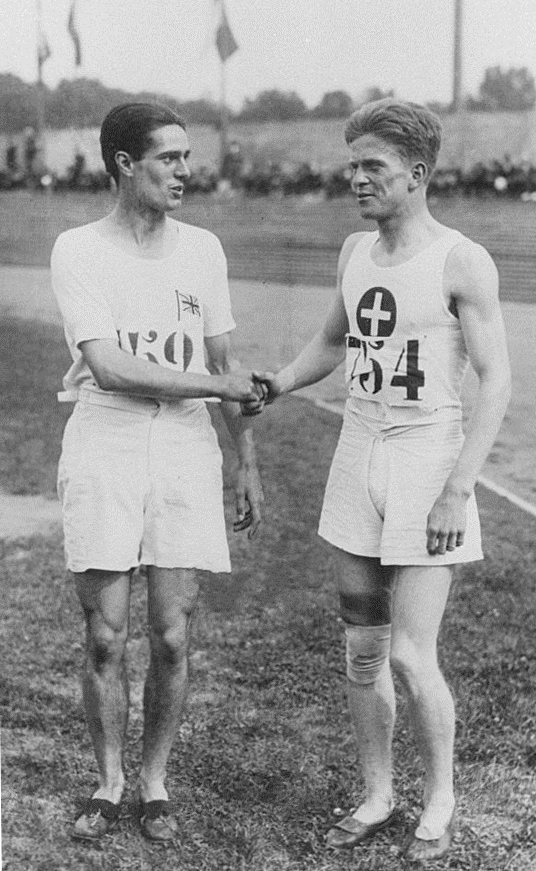
Paul Martin (hier rechts nach 800-Meter-Olympiasilber 1924) – ausgeschieden als Fünfter des zweiten Vorlaufs
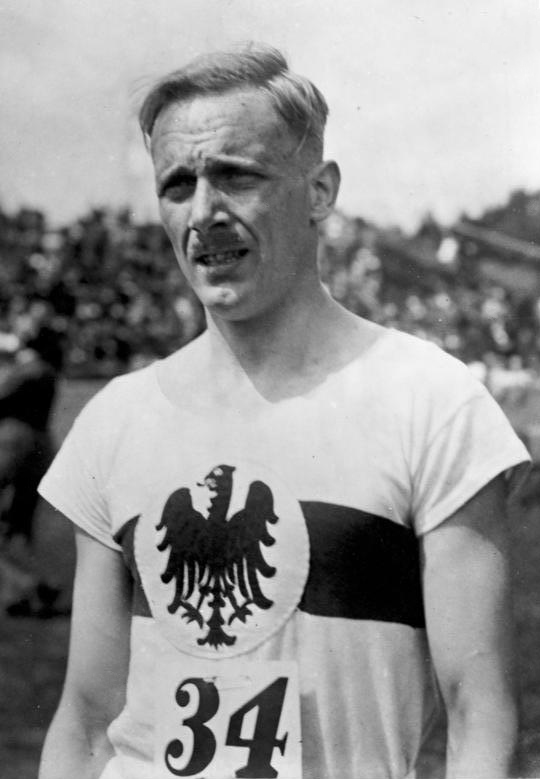
Otto Peltzer kam im dritten Vorlauf nicht ins Ziel
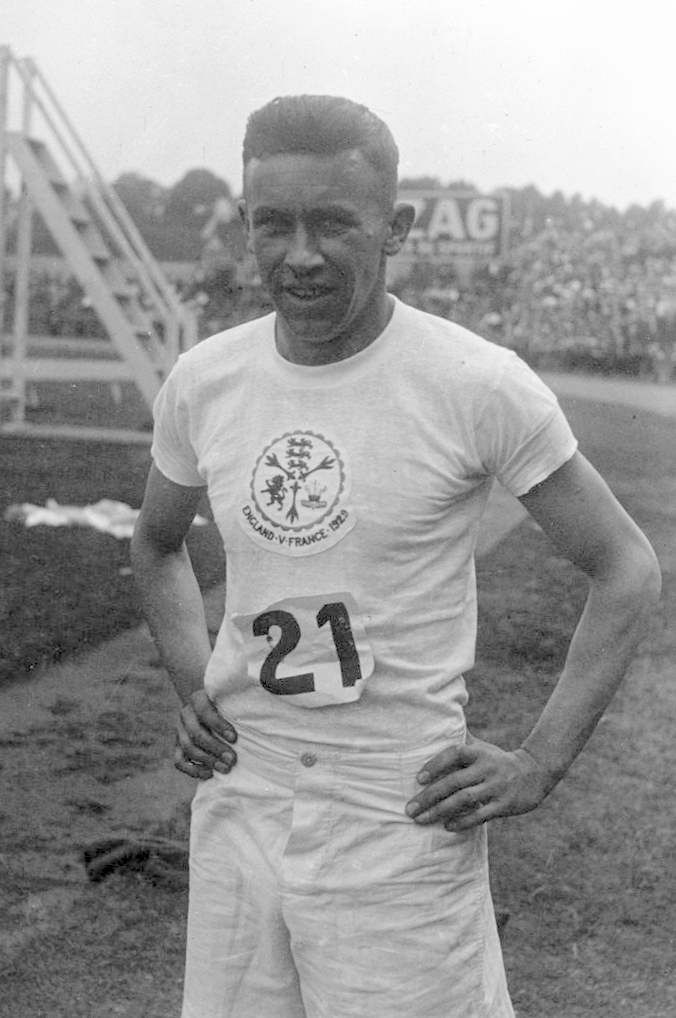
Reg Thomas – im dritten Vorlauf nicht im Ziel

| Platz | Name              | Nation     | Zeit       |
| ----- | ----------------- | ---------- | ---------- |
| 1     | Jack Lovelock     | Neuseeland | 3:58,0 min |
| 2     | Norwood Hallowell | USA        | 3:58,1 min |
| 3     | Clyde Edward King | Kanada     | 3:58,6 min |
| 4     | Harri Larva       | Finnland   | 3:58,8 min |
| 5     | Paul Martin       | Schweiz    | 3:59,1 min |
| 6     | Folke Skoog       | Schweden   | 3:59,6 min |
| 7     | Ernest Barwick    | Australien | 4:03,5 min |
| DNF   | Armando Brea      | Brasilien  |            |

### Vorlauf 3
| Platz | Name          | Nation             | Zeit       |
| ----- | ------------- | ------------------ | ---------- |
| 1     | Luigi Beccali | Königreich Italien | 3:59,6 min |
| 2     | Eino Purje    | Finnland           | 3:59,7 min |
| 3     | Eric Ny       | Schweden           | 3:59,9 min |
| 4     | Frank Crowley | USA                | 4:00,0 min |
| 5     | Les Wade      | Kanada             | 4:00,5 min |
| 6     | Pedro Ortíz   | Mexiko             | 4:18,0 min |
| DNF   | Nestor Gomes  | Brasilien          |            |
| DNF   | Otto Peltzer  | Deutsches Reich    |            |
| DNF   | Reg Thomas    | Großbritannien     |            |

## Finale
Datum: 4. August 1932
| Platz | Name              | Nation             | Zeit       | Anmerkung |
| ----- | ----------------- | ------------------ | ---------- | --------- |
| 1     | Luigi Beccali     | Königreich Italien | 3:51,2 min | OR        |
| 2     | Jerry Cornes      | Großbritannien     | 3:52,6 min |           |
| 3     | Phil Edwards      | Kanada             | 3:52,8 min |           |
| 4     | Glenn Cunningham  | USA                | 3:53,4 min |           |
| 5     | Eric Ny           | Schweden           | 3:54,6 min |           |
| 6     | Norwood Hallowell | USA                | 3:55,0 min |           |
| 7     | Jack Lovelock     | Neuseeland         | 3:57,8 min |           |
| 8     | Frank Crowley     | USA                | 3:58,1 min |           |
| 9     | Martti Luomanen   | Finnland           | 3:58,4 min |           |
| 10    | Harri Larva       | Finnland           | 3:58,4 min |           |
| DNF   | Eino Purje        | Finnland           |            |           |
| DNS   | Clyde Edward King | Kanada             |            |           |

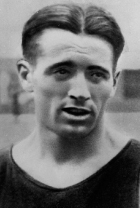
Olympiasieger Luigi Beccali

Als Favoriten wurden vor allem der Neuseeländer Jack Lovelock, der Italiener Luigi Beccali und der US-Amerikaner Glenn Cunningham gehandelt. Die erste Runde wurde von Lovelock angeführt, die zweite von Cunningham. Doch schon vor der 800-Meter-Marke wurde es dem kanadischen 800-Meter-Olympiadritten Phil Edwards zu langsam. Er machte jetzt das Tempo mit Zwischenzeiten von 2:04,5 min für 800 Meter und 3:07,0 min für 1200 Meter. Nur Cunningham folgte ihm. Zu Beginn der letzten Runde hatten die beiden einen Vorsprung von etwa zwanzig Metern vor Beccali und dem Briten Jerry Cornes herausgearbeitet, alle anderen lagen noch weiter zurück. Ausgangs der letzten Kurve lag Edwards immer noch vor Cunningham, aber Beccali und Cornes hatten Anschluss gefunden. Zu Beginn der Zielgeraden ging Beccali mühelos an den erschöpften Edwards und Cunningham vorbei und wurde Olympiasieger mit neuem olympischen Rekord. Cornes erlief sich noch den zweiten Platz, nicht weit dahinter gewann Edwards seine zweite Bronzemedaille. Die erfolgreiche Zeit für Cunningham – hier auf Platz vier – und Lovelock – hier Siebter – sollte vier Jahre später in Berlin noch kommen.
Beccali errang den ersten olympischen Sieg über 1500 Meter für Italien. Es war Italiens erste Goldmedaille in einer Laufdisziplin.
Phil Edwards erlief die erste kanadische Medaille in dieser Disziplin.

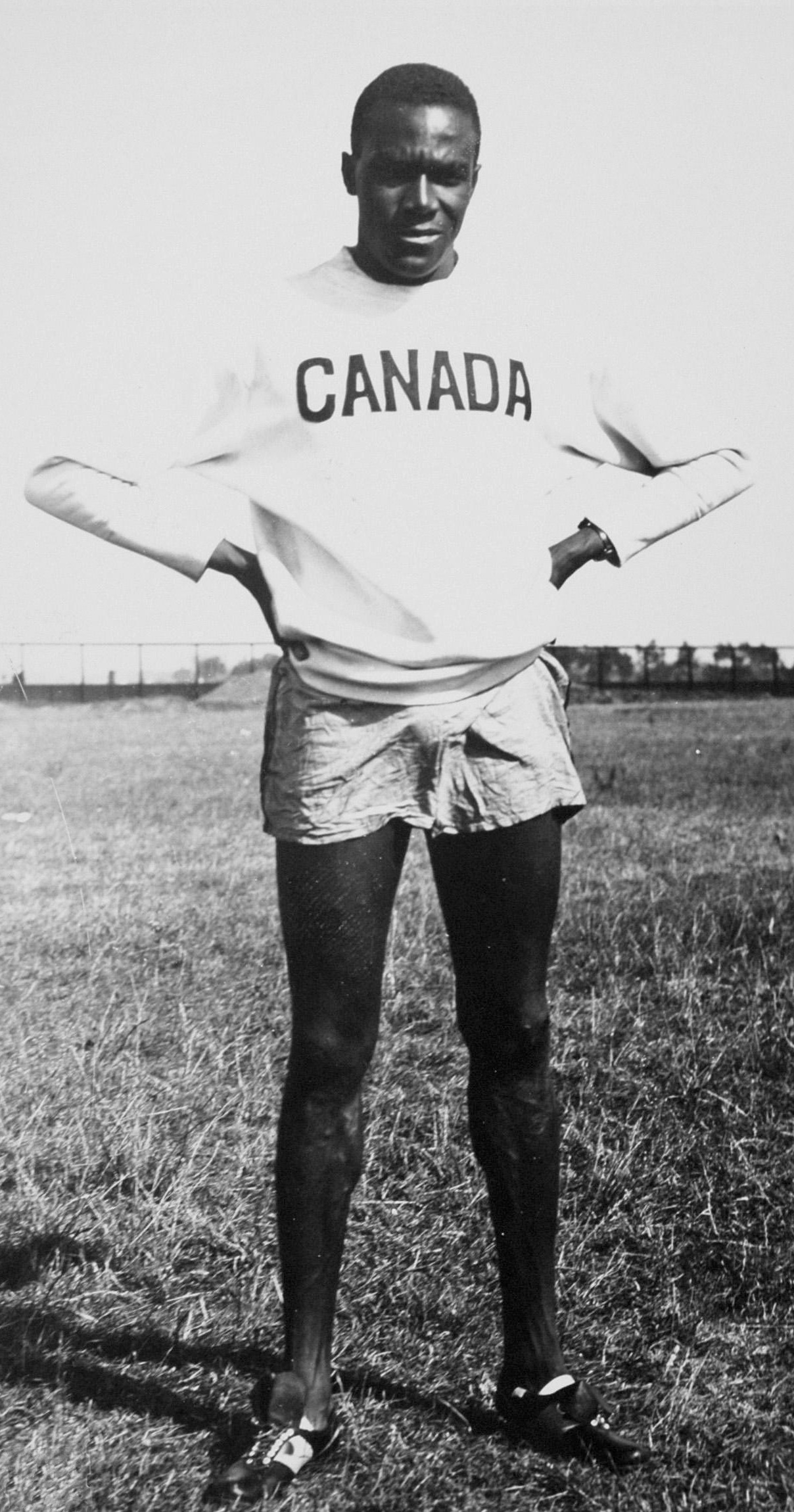
Phil Edwards gewann die Bronzemedaille
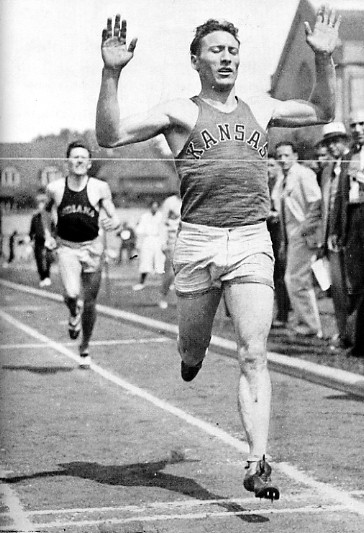
Glenn Cunningham wurde im Finale Vierter

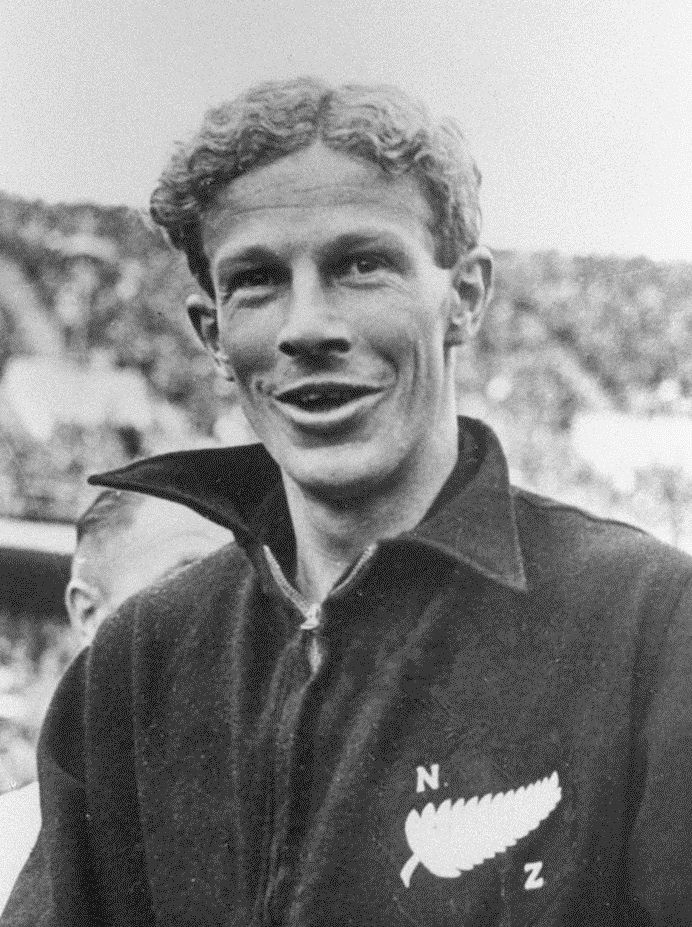
Jack Lovelock kam auf den siebten Platz – vier Jahre später wurde er Olympiasieger
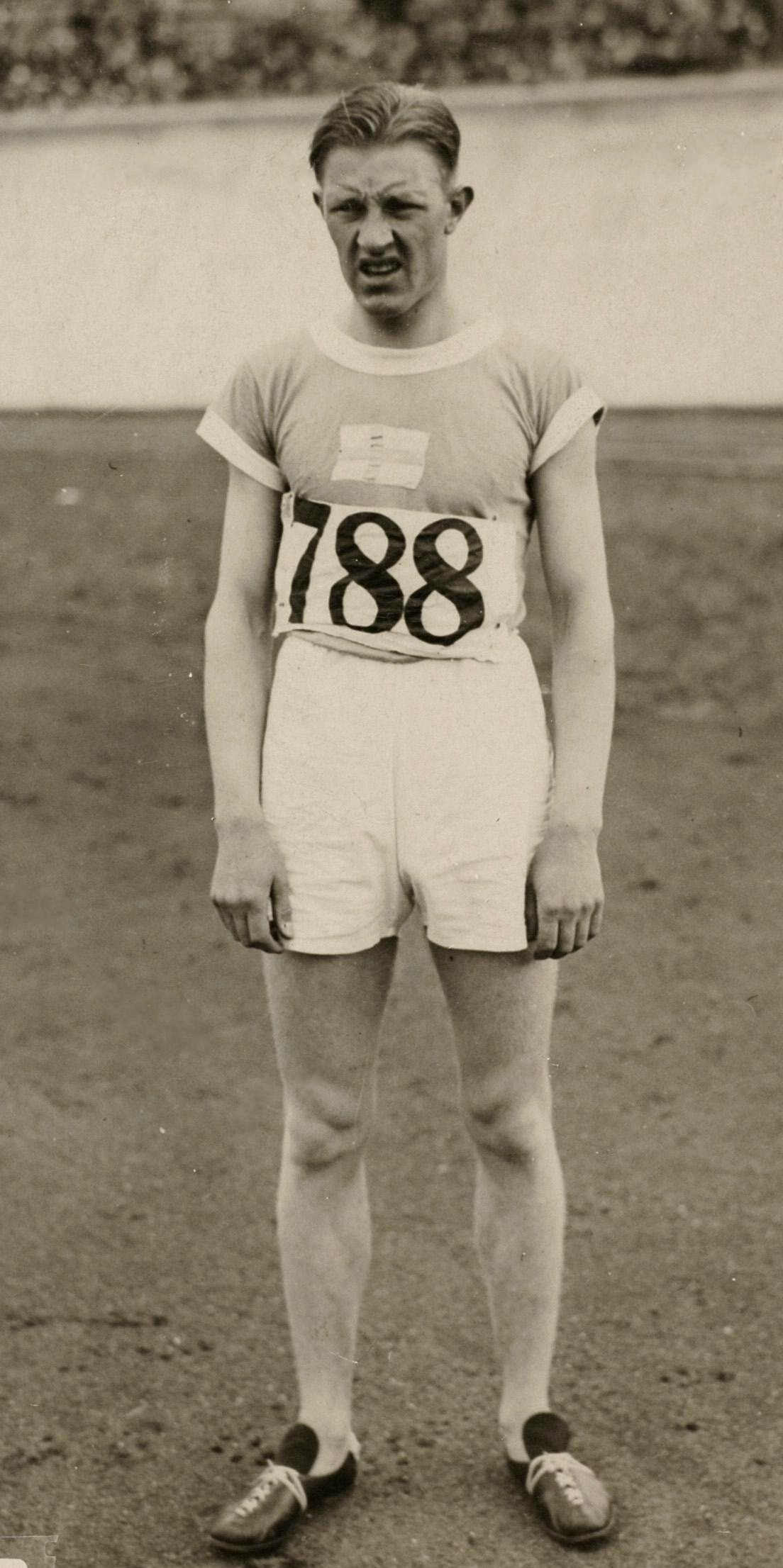
Harri Larva, Olympiasieger von 1928, musste hier mir Rang zehn zufrieden sein
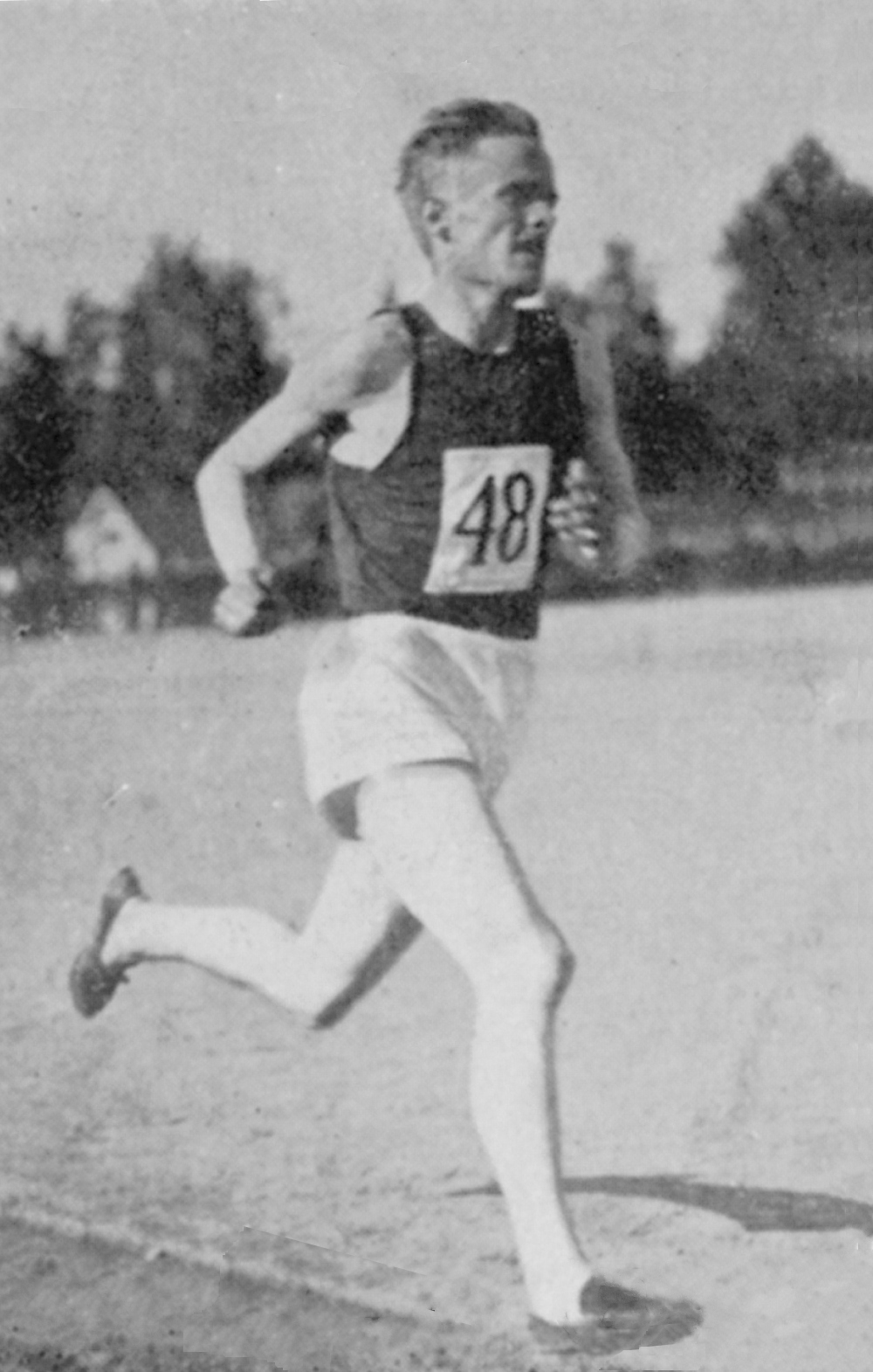
Eino Purje, vor vier Jahren Olympiadritter gab das Rennen vorzeitig auf

## Video
- Los Angeles, S.U.A. Gli "Atleti azzurri" mirabili ambasciatori d'italianità fascista conquistano, youtube.com, abgerufen am 16. September 2017